# Fiódor Vassiliev

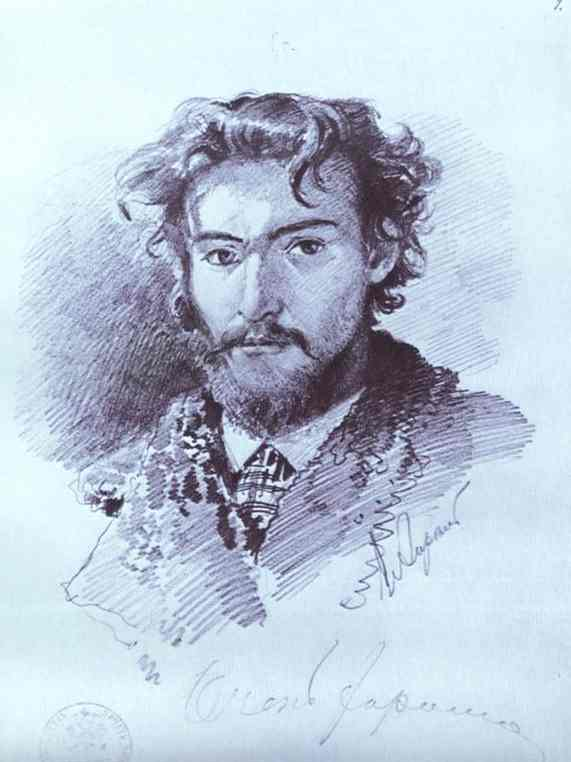
Auto-retrato de Fiódor Vassiliev. 1873. Lápis no papel. Museu Russo, São Petersburgo, Russia.

Fiódor Aleksandrovitch Vassiliev (em russo:  Фёдор Александрович Васильев, 1850-1873) foi um talentoso pintor de paisagens, que apesar de ter morrido muito novo, pintou obras de importância muito significativa para a cultura russa.

## Biografia
Filho de Aleksander Vassilievitch Vassiliev e Olga Emelianova Polintseva, foi criado em uma família pobre. Seus pais se casaram 4 anos depois do seu nascimento, por isso era considerado um filho bastardo. Desde os 12 anos teve de ganhar a vida sozinho, trabalhando como carteiro, escriba e assistente de restauração de pinturas. Depois da morte do pai, ele passou a sustentar a família sozinho. Em 1865, ele conseguiu entrar na turma da noite da escola de pintura, patrocinado pela Sociedade de Promoção de Artistas (em russo Школа Поощрения Художеств). Mas a vida difícil de artista tolheu seu progresso negando a ele a oportunidade de treinar a técnica. Enquanto na escola, Vassiliev conseguiu se relacionar com muitos pintores, que passaram a ter apreço por ele.
Um famoso pintor, Ivan Chichkin, amava a sua irmã Eugênia Vassiliev (meados de 1866). Chichkin veio a conhecer Fiódor e começou a ensinar-lhe a pintar. Em 1867 (julho/novembro) Chichkin e Vassiliev trabalharam juntos nas telas. Tempos depois Chichkin apresentou Fiódor a Ivan Kramskoi, Ilya Repin, e a Pavel Mikhailovitch Tretiakov e Pavel Sergueievitch Stroganov, colecionadores de arte. Ele era especialmente amigo de Kramskoi e Chichkin, que levaram Vassiliev para trabalhar com eles "en plein air" e em viagens pela Rússia.
Mais tarde Vassiliev tornou-se um grande adversário de Ivan Chichkin que freqüentemente fora acusado de intrigas e influências administrativas para ganhar de Vassiliev em diferentes competições de arte.
Em seus primeiros trabalhos, como "Depois da tempestade" (1868), "Próximo a um local molhado" (1868) e outros, pode-se perceber a influência da Escola Barbizon, que o afetou artisticamente mas nunca resultou em uma mudança no seu jeito único de pintar. De qualquer forma, Vassiliev era de certa forma inferior tecnicamente aos pintores da escola Barbizon; ele no final achou seu próprio estilo de pintar, mas a tela "Depois de uma chuva" (1869) e "Depois de uma chuva. Estrada rural" excedeu, por sua expressividade, às cenas chuvosas retratadas pelos pintores da escola Barbizon.
Em 1870, Vassiliev viajou para o Volga com Ilya Repin, e pintou "Visão de Volga. Barcos" (1870), tendo sido um grande sucesso. Tornou-se membro do movimento Peredvijniki. Em 1871, Vassiliev pintou "Degelo" (1871), tela que o tornou imediatamente famoso. A Sociedade de Promoção de Artistas o premiou pela primeira vez; ele foi admitido como estagiário na Academia de artes. O artista não teve tempo para aproveitar sua fama, pois contraiu uma séria doença (Tuberculose) e teve de abandonar São Petersburgo para sempre. Foi levado para a Crimeia. A Sociedade de Promoção de Artistas patrocinou sua estadia naquele local, mas ele foi forçado a pagar com suas pinturas.
A princípio, Vassiliev não conseguiu se acostumar com o novo cenário. Ele pintava planícies russas; seu trabalho, como em sua obra prima "Campina úmida" (1872), que veio de sua memória, antigas anotações e imaginação. Depois de algum tempo, Vassiliev começou a descrever a Crimeia; gradualmente começou a sentir atração pelas montanhas. "Nas montanhas de Crimeia" (1873) foi uma tela excelente e a última do artista. 
O pintor morreu no outono de 1873 em Yalta aos 23 anos de idade. Em uma exibição póstuma em São Petersburgo, todos os seus trabalhos foram vendidos, logo quando a exibição foi aberta. O que ele produziu foi suficiente para colocá-lo entre os maiores mestres russos da pintura. Influenciou as gerações seguintes de pintores russos. Nikolai Gue disse: "Ele descobriu o céu para nós".

## Obras

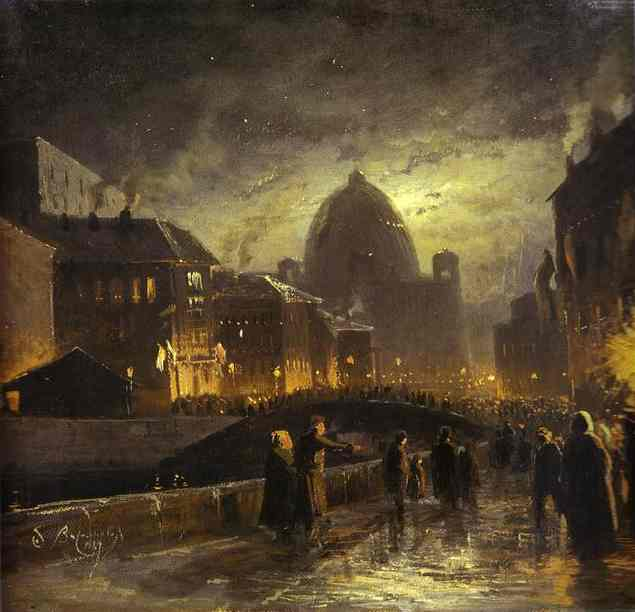
"Iluminação em São Petersburgo" 1869. Óleo em tela. Galeria Tretiakov, Moscou, Rússia.
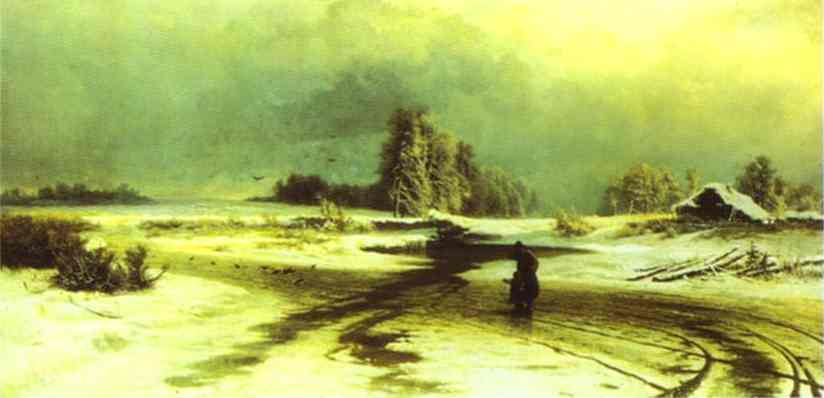
"Degelo" (1871). Fiódor Vassiliev. Pintura a óleo. Galeria Tretiakov, Moscou, Rússia.